# Supercopa de Chile 2019
La Supercopa de Chile 2019, también conocida como «Supercopa Easy 2019», fue la 7.º edición de la competición disputada entre los campeones de la Primera División de Chile y de la Copa Chile, correspondiente a la temporada 2019 del fútbol chileno.
La final se disputó entre Universidad Católica campeón de la Primera División 2018 y Palestino, campeón vigente de Copa Chile. El encuentro se disputó el 23 de marzo de 2019 en el Estadio Sausalito de Viña del Mar. El equipo cruzado derrotó al cuadro de colonias por 5-0, siendo hasta esa fecha el resultado más abultado en el historial de finales. Los goles de Universidad Católica fueron convertidos por Benjamín Kuscevic, César Pinares, Sebastián Sáez, Diego Valencia y Diego Buonanotte.

## Sede
La sede de la competición fue el Estadio Sausalito de la ciudad de Viña del Mar en la Región de Valparaíso de Chile.
| Viña del Mar                                   | Estadio Sausalito |
| Estadio Sausalito                              | Estadio Sausalito |
| 33°00′55″S 71°33′00″O / -33.015348, -71.550028 | Estadio Sausalito |
| Capacidad: 21 000                              | Estadio Sausalito |

## Participantes
Los equipos participantes fueron Universidad Católica y Palestino, campeones de Primera División y Copa Chile de la temporada 2018, respectivamente. Se enfrentaron, en partido único, en el Estadio Sausalito de Viña del Mar.
| Equipo               | Ciudad   | Entrenador        | Clasificación                 |
| -------------------- | -------- | ----------------- | ----------------------------- |
| Universidad Católica | Santiago | Gustavo Quinteros | Campeón Primera División 2018 |
| Palestino            | Santiago | Ivo Basay         | Campeón Copa Chile 2018       |

## Partido
| 1          | POR        | Matías Dituro         |     |
| 29         | DEF        | Stefano Magnasco      |     |
| 13         | DEF        | Benjamín Kuscevic     |     |
| 5          | DEF        | Valber Huerta         | 81' |
| 23         | DEF        | Juan Cornejo          |     |
| 6          | MED        | César Fuentes         |     |
| 11         | MED        | Luciano Aued          |     |
| 14         | MED        | César Pinares         |     |
| 19         | DEL        | José Pedro Fuenzalida |     |
| 9          | DEL        | Edson Puch            | 81' |
| 7          | DEL        | Sebastián Sáez        | 74' |
| Entrenador | Entrenador | Gustavo Quinteros     |     |

| 1          | POR        | Ignacio González   |     |
| 20         | DEF        | Guillermo Soto     | 78' |
| 2          | DEF        | Alejandro González |     |
| 17         | DEF        | Enzo Guerrero      |     |
| 19         | DEF        | Brayan Véjar       |     |
| 5          | MED        | Julián Fernández   |     |
| 25         | MED        | Agustín Farías     |     |
| 13         | MED        | César Cortés       | 64' |
| 8          | MED        | Cristóbal Jorquera | 46' |
| 10         | MED        | Luis Jiménez       |     |
| 22         | DEL        | Roberto Gutiérrez  |     |
| Entrenador | Entrenador | Ivo Basay          |     |

| 18 | MED | Diego Buonanotte | 74' |
| 2  | DEF | Germán Lanaro    | 81' |
| 30 | DEL | Diego Valencia   | 81' |

| 27 | DEL | Ignacio Herrera | 46' |
| 29 | DEL | Fabián Ahumada  | 64' |
| 21 | MED | Ignacio Ayala   | 78' |

| Anotado | 39'   | Benjamin Kuscevic | 1-0 |
| Anotado | 42'   | César Pinares     | 2-0 |
| Anotado | 58'   | Sebastián Sáez    | 3-0 |
| Anotado | 89'   | Diego Valencia    | 4-0 |
| Anotado | 90+1' | Diego Buonanotte  | 5-0 |

| Amonestado | 74' | César Pinares |

| Amonestado | 38' | Alejandro González |
| Amonestado | 44' | Agustín Farías     |
| Amonestado | 44' | Julián Fernández   |
| Amonestado | 77' | Ignacio Herrera    |

| Árbitro             | Roberto Tobar              |
| Árbitros asistentes | Christian Schiemann        |
| Árbitros asistentes | Edson Cisternas            |
| Cuarto árbitro      | Eduardo Gamboa Latourniere |

| 1          | POR        | Matías Dituro         |     |
| 29         | DEF        | Stefano Magnasco      |     |
| 13         | DEF        | Benjamín Kuscevic     |     |
| 5          | DEF        | Valber Huerta         | 81' |
| 23         | DEF        | Juan Cornejo          |     |
| 6          | MED        | César Fuentes         |     |
| 11         | MED        | Luciano Aued          |     |
| 14         | MED        | César Pinares         |     |
| 19         | DEL        | José Pedro Fuenzalida |     |
| 9          | DEL        | Edson Puch            | 81' |
| 7          | DEL        | Sebastián Sáez        | 74' |
| Entrenador | Entrenador | Gustavo Quinteros     |     |

| 1          | POR        | Ignacio González   |     |
| 20         | DEF        | Guillermo Soto     | 78' |
| 2          | DEF        | Alejandro González |     |
| 17         | DEF        | Enzo Guerrero      |     |
| 19         | DEF        | Brayan Véjar       |     |
| 5          | MED        | Julián Fernández   |     |
| 25         | MED        | Agustín Farías     |     |
| 13         | MED        | César Cortés       | 64' |
| 8          | MED        | Cristóbal Jorquera | 46' |
| 10         | MED        | Luis Jiménez       |     |
| 22         | DEL        | Roberto Gutiérrez  |     |
| Entrenador | Entrenador | Ivo Basay          |     |

| 18 | MED | Diego Buonanotte | 74' |
| 2  | DEF | Germán Lanaro    | 81' |
| 30 | DEL | Diego Valencia   | 81' |

| 27 | DEL | Ignacio Herrera | 46' |
| 29 | DEL | Fabián Ahumada  | 64' |
| 21 | MED | Ignacio Ayala   | 78' |

| Anotado | 39'   | Benjamin Kuscevic | 1-0 |
| Anotado | 42'   | César Pinares     | 2-0 |
| Anotado | 58'   | Sebastián Sáez    | 3-0 |
| Anotado | 89'   | Diego Valencia    | 4-0 |
| Anotado | 90+1' | Diego Buonanotte  | 5-0 |

| Amonestado | 74' | César Pinares |

| Amonestado | 38' | Alejandro González |
| Amonestado | 44' | Agustín Farías     |
| Amonestado | 44' | Julián Fernández   |
| Amonestado | 77' | Ignacio Herrera    |

| Árbitro             | Roberto Tobar              |
| Árbitros asistentes | Christian Schiemann        |
| Árbitros asistentes | Edson Cisternas            |
| Cuarto árbitro      | Eduardo Gamboa Latourniere |

## Campeón
|                                  |
| Universidad Católica 2.er título |